# Rocca Priora
Rocca Priora és un comune (municipi) de la ciutat metropolitana de Roma, a la regió italiana del Laci, situat uns 25 km al sud-est de Roma. L'1 de gener de 2018 tenia 12.060 habitants.
Rocca Priora limita amb els municipis següents: Artena, Lariano, Monte Compatri, Palestrina, Rocca di Papa i San Cesareo.

## Història
Rocca Priora va ocupar l'àrea de l'antiga població llatina de Corbium; segons els historiadors antics els pobles itàlics van disputar diverses batalles a la zona.
Després de la destrucció de Túsculum el 1191, la població va augmentar. Al segle xiv, la família Savelli va tenir protagonisme a la zona, després que el Papa Sixt V els donés suport per mantenir Rocca Priora com una possessió feudal. Van mantenir el poble i el seu castell fins al segle xvii, a part de dos curts períodes: de 1436-1447 i a principis del segle xvi, quan va pertànyer a Cesare Borgia. Segons algunes fonts, la ciutat va ser destruïda per les tropes de Renzo da Ceri durant el conflicte entre el Papa Climent VII i els Colonna, i per les tropes imperials tropes arran del saqueig de Roma (1527).
Després d'un període sota el govern papal, va ser venut en part a la família Rospigliosi, que el va mantenir fins al 1870, quan es va convertir en una comuna com a part del recentment format Regne d'Itàlia.

## Ciutats agermanades
- Sohland an der Spree, Alemanya